# Стренгфорд-Лох
Стренгфорд-Лох (англ. Strangford Lough, іноді Strangford Loch)  — велике морське озеро в графстві Даун Північної Ірландії. Озеро відокремлене від Ірландського моря півостровом Ардс. 
15 березня 1995 року в затоці (виловивши устриць) виявили водорості саргасси, відомі своїм агресивним поширенням. Озеро є великим пунктом призначення міграції багатьох морських та болотних птахів. До тих, що часто зустрічаються в озері тварин відносять звичайного тюленя, гігантську акулу і чорну казарку, причому на озері зимують три чверті всієї популяції одного з видів чорних казарок (Pale Bellied Brent Geese). 
С 2007 року в затоці розташовується перша в світі станція SeaGen, що використовує для виробництва електрики силу припливу. Станція розташована переважно під водою і її турбіни крутяться повільно, тому вона не представляє загрози для дикої природи. 
У затоці регулярно виявляються археологічні знахідки  — рибні пастки, припливні млини тощо. 
Між Портаферрі та Стренгфордом через затоку протягом 4 століть існувало поромне сполучення. Поромний шлях в 0,6 морських миль займає 8 хвилин, альтернативний по суші  — 75 кілометрів та півтори години. Нове судно за £ 2.7 мільйонів, MV Portaferry II, було побудовано на McTay Marine Мерсисайда, і вийшло на маршрут 18 грудня 2001 року, залишивши раніше судну, MV Strangford (побудованому у Корку на Verlome Shipyard і запущеному 6 вересня 1969 року), допоміжну роль.